# Pappelprachtkäfer
| Bilder vom Pappelprachtkäfer |  |
| |  |
| Bild 1: Oberseite |  |
| |  |
| Bild 2: Vorderansicht |  |
| |  |
| |  |
| Bild 3: Seitenansicht, unten eingefärbt orange: doppelter Seitenrand des Halsschildes ocker: Kiel am Hinterwinkel des Halsschildes grün: Hinterhüfte außen verbreitert |  |
| |  |
| Bild 4: Unterseite |  |
| |  |
| Bild 5: Detail Unterseite, rechts eingefärbt grün: Vorderende der Vorderbrust (Kinnfortsatz) ocker: Prosternalfortsatz blau: Mittelbrust rot: Hinterbrust              |  |

Der Pappelprachtkäfer (Agrilus ater) ist ein Käfer aus der Familie der Prachtkäfer (Buprestidae). Zur Unterscheidung vom Rotblauen Pappel-Prachtkäfer wird er auch Gefleckter Pappel-Prachtkäfer genannt. Der dunkel metallisch glänzende schlanke Käfer ist an den drei weißen Flecken auf jeder Flügeldecke leicht zu erkennen. Er wird zwischen sechs und elf Millimeter lang.
Wie fast alle Prachtkäferarten ist auch der Pappelprachtkäfer gemäß Bundesartenschutzverordnung gesetzlich besonders geschützt.
Die Art wird in der Roten Liste gefährdeter Arten Deutschlands und in Nordrhein-Westfalen unter der Kategorie 2 (stark gefährdet) geführt. In Brandenburg gilt sie als vom Aussterben bedroht. In Rheinland-Pfalz wird sie als extrem seltene Art  geführt. In Sachsen-Anhalt gehörte sie zur Kategorie ausgestorben oder verschollen, wird aber seit 2020 wieder aufgeführt. 2021 wurde der Käfer im Nürnberger Reichswald entdeckt.

## Taxonomie und Etymologie
Die Erstbeschreibung des Pappelprachtkäfers erfolgte 1767 durch Linnaeus unter dem wissenschaftlichen Namen Buprestis ater. Die kurze Beschreibung  enthält die Wendung: corpore atro enlongato (lat. mit schwarzem langgestrecktem Körper). So erklärt sich der Artname āter  (lat. schwarz).
Die Gattung Agrilus wurde von dem  Engländer Curtis 1825 aufgestellt. Den Namen übernimmt er von Megerle.
Die Erklärung des Gattungsnamens Agrīlus ist unsicher. Schenkling versieht seine Erklärung  (von altgr. άγρα ágra, Jagd, Beute, und είλω  ēīlo, sich versammeln) mit einem Fragezeichen. Ein Bezug zu Eigenschaften der Arten der Gattung ist nicht erkennbar.
Die Gattung Agrilus ist in Europa mit über siebzig Arten vertreten. Weltweit gibt es 36 Untergattungen mit etwa dreitausend Arten.

## Merkmale des Käfers
Der Kopf des Pappelprachtkäfers ist kurz, von oben gesehen über doppelt so breit wie lang. Die Oberlippe ist rechteckig. Die Oberkiefer sind stark, gebogen, zugespitzt, auf der inneren Seite ausgeschnitten mit einem stumpfen Zahn. Der Kiefertaster ist viergliedrig, das erste Glied ist sehr klein, das zweite lang und das letzte verdickt. Das Lippentasterendglied ist groß und keulenförmig. Die elfgliedrigen Fühler sind kurz, ab dem vierten Glied nach innen gesägt und etwa auf der Höhe des Unterrandes der Augen eingelenkt (Bild 2). Die Augen bedecken beinahe die ganze Seite des Kopfes, ihr Hinterrand verläuft parallel und in kleinem Abstand zum seitlichen Vorderrand des Halsschildes. Die vertikale Ausdehnung ist viel größer als die horizontale (Bild 2, Bild 3).
Der Halsschild ist viel breiter als lang und an den Seiten leicht gerundet. Als gattungstypisches Merkmal trägt er einen doppelten Seitenrand. Der Abstand zwischen dem eigentlichen Seitenrand und der darunter verlaufenden kielartigen Erhöhung ist nahe der Basis des Halsschildes sehr klein und vergrößert sich nach vorne (Bild 3 unten, orange). Über dem Seitenrand an den Hinterwinkeln des Halsschildes befindet sich wie bei den meisten Arten der Gattung eine kielartige Erhöhung (Bild 3 unten, ocker). Vor jeder Flügeldecke ist der Halsschild tief ausgerandet, vor dem Schildchen seicht. Das Schildchen ist dreieckig, hinten spitz zulaufend und hat einen deutlichen Querkiel.
Die Vorderbrust ist nach vorn leicht aufgebogen und gerandet, (Kinnfortsatz), der Vorderrand ist nur leicht ausgerandet (Bild 5, grün). Die Verlängerung der Vorderbrust nach hinten (Prosternalfortsatz, Bild 4 ocker) verjüngt sich nach hinten spitzwinklig. Dabei überdeckt sie die Mittelbrust, sodass diese scheinbar geteilt ist (Bild 5).
Die Tarsen der Beine sind alle fünfgliedrig, die vier ersten Tarsenglieder sind gelappt. Das erste Glied der Hintertarsen ist länger als die folgenden drei zusammen. Die Krallen besitzen an der Basis je einen Zahn, der beim Weibchen stumpf und breit, beim Männchen lang und spitz ist, wodurch die Klauen gespalten wirken. Die Hinterhüften sind außen stark erweitert (Bild 3 unten, grün).
Die ersten zwei der fünf sichtbaren Bauchringe (Sternite) sind miteinander verwachsen. Etwa auf der Höhe der Verwachsung ist der Hinterleib am breitesten, danach verjüngt er sich gleichförmig. Das fünfte Sternit ist hinten abgerundet (Bild 4).
Die Flügeldecken sind schmal und lassen seitlich einen Teil des Hinterleibs unbedeckt. Vorne sind sie wenig breiter als der Halsschild, danach nur leicht nach innen ausgerandet. Im letzten Drittel verschmälern sie sich gleichmäßig. Ihr Hinterende ist gezähnt und jeweils in eine Spitze ausgezogen. Innen neben der Schulterbeule sind die Flügeldecken eingedrückt. Im hinteren Drittel besitzen sie nahe der Naht, an der die Flügeldecken aneinander stoßen, einen länglichen Fleck aus weißen Haaren. Ein zweites Paar weißer länglicher Flecke befindet sich weiter voneinander entfernt etwa auf der Höhe der Mitte der Flügeldecken. Ein dritter Fleck unbestimmter Form befindet sich in den Eindrücken an der Flügelbasis. Helle Haarflecken finden sich außerdem an der Außenseite der Hinterhüfte, außen am dritten bis fünften Sternit (Bild 4) und auf den Seiten der Hinterleibsabschnitte (Pleurite), außer am zweiten und meistens am fünften (In Bild 3 können die Haarflecken über den Sterniten des Hinterleibs leicht als Belichtungseffekte fehlinterpretiert werden).
Die hohe Ähnlichkeit der Zeichnung und Färbung mit der Rinde von Wirtsbäumen macht die Insekten nur schwer erkennbar, was als Mimese bezeichnet wird.

## Vorkommen
Die wärmeliebenden Käfer treten in weiten Teilen Europas auf, allerdings selten. Seit 2017 werden sie auch in Belgien und Holland gefunden. Sie entwickeln sich im Holz von Weiden und Pappeln. Auf diesen Bäumen kann man auch die adulten Tiere finden, in Mitteleuropa im Juni und Juli. Allerdings sind die Pappelprachtkäfer nur selten oder schwer zu entdecken, in manchen Regionen über viele Jahrzehnte nicht.